# دانه‌خوار

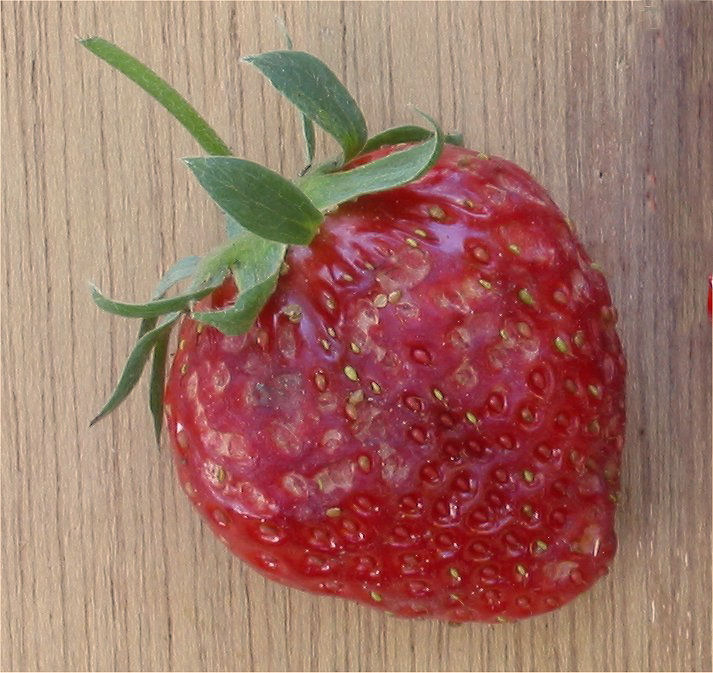
میوه کاذب توت فرنگی که توسط موش در حال خوردن دانه‌ها آسیب دیده‌است.

دانه‌خواری (به انگلیسی: Granivory, Seed predation)، نوعی از تعامل گیاه و جانوران است که در آن دانه‌خواران (شکارچیان دانه) از دانه‌های گیاهان به عنوان منبع غذایی اصلی یا انحصاری تغذیه می‌کنند، در بسیاری از موارد دانه‌های آسیب دیده دیده نمی‌شوند. توانایی دانه‌خواری در بسیاری از خانواده‌های مهره‌داران (به ویژه پستانداران و پرندگان) و نیز بی‌مهرگان (عمدتاً حشرات) یافت می‌شود. بنابراین، خوردن دانه تقریباً در تمام اکوسیستم‌های زمینی رخ می‌دهد. خوردن دانه معمولاً به دو دسته زمانی متمایز تقسیم می‌شود، خوردن پیش از پراکندگی و خوردن پس از پراکندگی که به ترتیب بر تناسب گیاه والدین و فرزندان پراکنده (دانه) تأثیر می‌گذارد. کاهش خوردن پیش و پس از پراکندگی ممکن است شامل استراتژی‌های گوناگونی باشد. برای مقابله با خوردن دانه، گیاهان هم دفاع فیزیکی (مانند شکل و سختی پوشش دانه) و هم دفاع شیمیایی (ترکیبات ثانویه مانند تانن‌ها و آلکالوئیدها) را تکامل داده‌اند. با این حال، همان‌طور که گیاهان دفاع از دانه را تکامل داده‌اند، دانه‌خواران با دفاع گیاهی سازگار شده‌اند (به عنوان مثال، توانایی سم‌زدایی از ترکیبات شیمیایی). بنابراین، بسیاری از مثال‌های جالب از تکامل همزمان از این رابطه پویا ناشی می‌شوند.

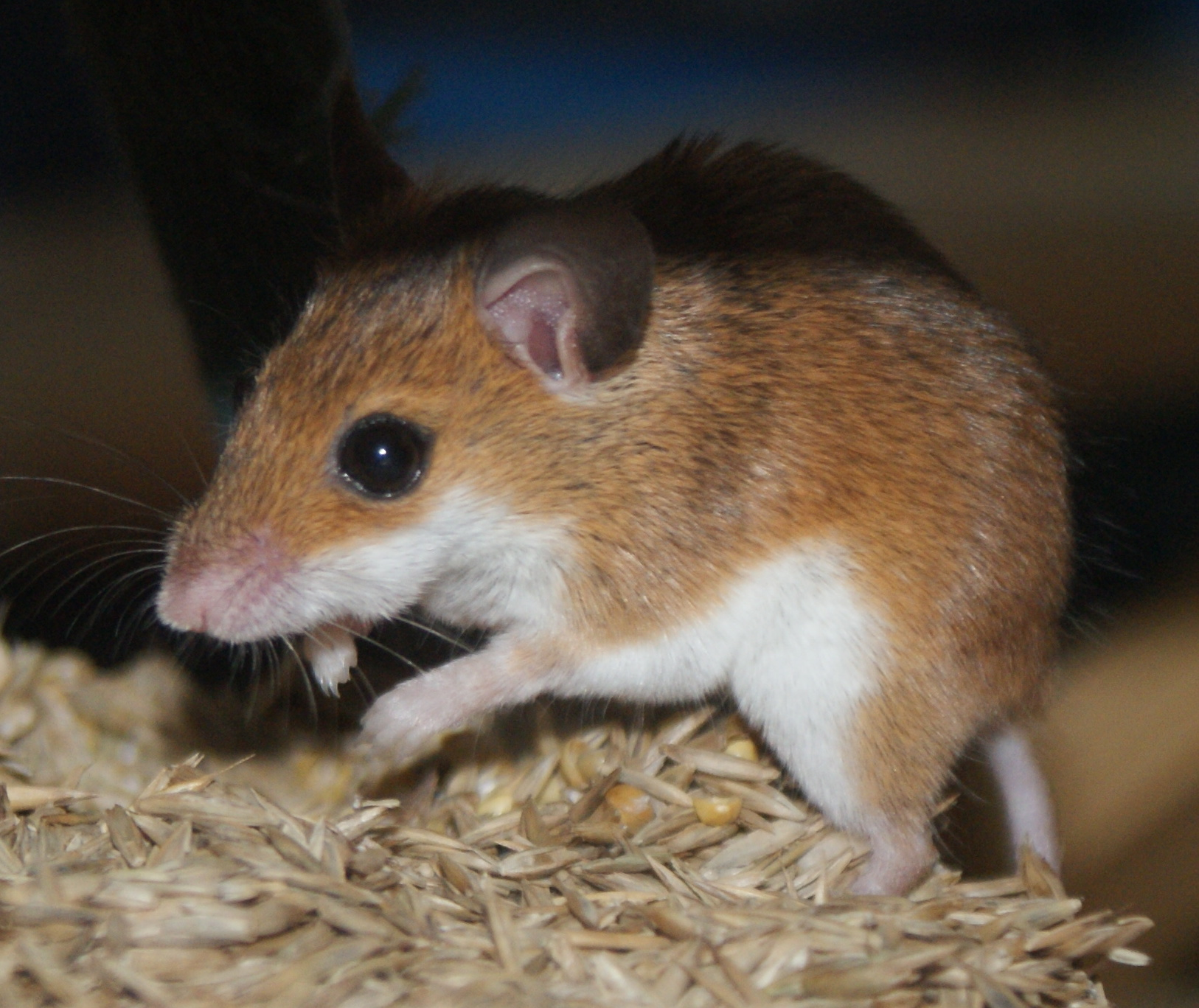
موش در حال خوردن دانه

## جستارهای بیشتر
- گیاه‌خواران
- پراکندگی دانه